# Giuliano Tadeo Aranda
Giuliano Tadeo Aranda (21 de febrero de 1974) es un exfutbolista brasileño que se desempeñaba como delantero.
Jugó para clubes como el Palmeiras, Goiás, Coritiba, Verdy Kawasaki, Badajoz, Grêmio, Botafogo, São Caetano y Gamba Osaka.

## Trayectoria

### Clubes
| Club           | País   | Año         |
| -------------- | ------ | ----------- |
| Palmeiras      | Brasil | 1992 - 1994 |
| Goiás          | Brasil | 1995        |
| Coritiba       | Brasil | 1996        |
| Verdy Kawasaki | Japón  | 1996 - 1997 |
| Palmeiras      | Brasil | 1998        |
| Badajoz        | España | 1999        |
| Grêmio         | Brasil | 1999        |
| Botafogo       | Brasil | 2000        |
| São Caetano    | Brasil | 2001        |
| Gamba Osaka    | Japón  | 2002 - 2004 |